# Nototriton matama
Espèce
Nototriton matama est une espèce d'urodèles de la famille des Plethodontidae.

## Répartition
Cette espèce est endémique de la province de Limón au Costa Rica. Elle se rencontre dans les environs du cerro Chirripó dans la cordillère de Talamanca.

## Étymologie
Cette espèce est nommée en référence au lieu de sa découverte, Fila Matama, une large arrête montagneuse rattachée au cerro Chirripó.

## Publication originale
- Boza-Oviedo, Rovito, Chaves, García-Rodríguez, Artavia, Bolaños & Wake, 2012 : Salamanders from the eastern Cordillera de Talamanca, Costa Rica, with descriptions of five new species (Plethodontidae: Bolitoglossa, Nototriton, and Oedipina) and natural history notes from recent expeditions. Zootaxa, no 3309, p. 36–61.